# National Hockey League 2019/2020
National Hockey League 2019/20 var den 103:a säsongen (102:a säsongen i spel) av National Hockey League. Säsongen startade den andra oktober 2019 men slutfasen av säsongen fick skjutas upp den 12 mars 2020 på grund av Coronaviruspandemin. 
22 maj 2020 bestämde NHL och National Hockey League Players' Association (NHLPA) att genomföra ett slutspel direkt istället för att slutföra grundserien. De 12 bästa lagen i varje konferens var direktkvalificerade för slutspelet som hölls i så kallade "hub cities" i Toronto (Scotiabank Arena) och Edmonton (Rogers Place) med endast lagen och personal och ingen publik.
Säsongen avslutades 28 september 2020 med Tampa Bay Lightning som mästare efter de vunnit mot Dallas Stars i sex matcher. Detta var deras andra Stanley Cup-titel genom historien.

## Statistik

### Poängligan
| Spelare          | Lag                 | SM | M  | A  | Pts | +/– | Utv |
| ---------------- | ------------------- | -- | -- | -- | --- | --- | --- |
| Leon Draisaitl   | Edmonton Oilers     | 71 | 43 | 67 | 110 | –7  | 18  |
| Connor McDavid   | Edmonton Oilers     | 64 | 34 | 63 | 97  | –6  | 28  |
| David Pastrnak   | Boston Bruins       | 70 | 48 | 47 | 95  | +21 | 40  |
| Artemij Panarin  | New York Rangers    | 69 | 32 | 63 | 95  | +36 | 20  |
| Nathan MacKinnon | Colorado Avalanche  | 69 | 35 | 58 | 93  | +13 | 12  |
| Brad Marchand    | Boston Bruins       | 70 | 28 | 59 | 87  | +25 | 82  |
| Nikita Kutjerov  | Tampa Bay Lightning | 68 | 33 | 52 | 85  | +26 | 38  |
| Patrick Kane     | Chicago Blackhawks  | 70 | 33 | 51 | 84  | +8  | 40  |
| Auston Matthews  | Toronto Maple Leafs | 70 | 47 | 33 | 80  | +19 | 8   |
| Jack Eichel      | Buffalo Sabres      | 68 | 36 | 42 | 78  | +5  | 34  |

### Målvaktsligan
| Målvakt            | Lag                   | SM | Ist      | V  | F  | OTL | IM  | SO | R%   | GAA  |
| ------------------ | --------------------- | -- | -------- | -- | -- | --- | --- | -- | ---- | ---- |
| Tuukka Rask        | Boston Bruins         | 41 | 2,401:47 | 26 | 8  | 6   | 85  | 5  | .929 | 2.12 |
| Darcy Kuemper      | Arizona Coyotes       | 29 | 1,753:24 | 16 | 11 | 2   | 65  | 2  | .928 | 2.22 |
| Elvis Merzlikins   | Columbus Blue Jackets | 33 | 1,815:08 | 13 | 9  | 8   | 71  | 5  | .923 | 2.35 |
| Jaroslav Halak     | Boston Bruins         | 31 | 1,833:22 | 18 | 6  | 6   | 73  | 3  | .919 | 2.39 |
| Pavel Francouz     | Colorado Avalanche    | 34 | 1,914:26 | 21 | 7  | 4   | 77  | 1  | .923 | 2.41 |
| Carter Hart        | Philadelphia Flyers   | 43 | 2,355:50 | 24 | 13 | 3   | 95  | 1  | .914 | 2.42 |
| Tristan Jarry      | Pittsburgh Penguins   | 33 | 1,926:29 | 20 | 12 | 1   | 78  | 3  | .921 | 2.43 |
| Ben Bishop         | Dallas Stars          | 44 | 2,473:49 | 21 | 16 | 4   | 103 | 2  | .920 | 2.50 |
| Andrej Vasilevskij | Tampa Bay Lightning   | 52 | 3,121:54 | 35 | 14 | 3   | 133 | 3  | .917 | 2.56 |
| Jordan Binnington  | St. Louis Blues       | 50 | 2,947:41 | 30 | 13 | 7   | 126 | 3  | .912 | 2.56 |

## NHL awards
| Award                                                                        | Recipient(s)                                                            | Runner(s)-up/Finalists                                                        |
| ---------------------------------------------------------------------------- | ----------------------------------------------------------------------- | ----------------------------------------------------------------------------- |
| Stanley Cup                                                                  | Tampa Bay Lightning                                                     | Dallas Stars                                                                  |
| Presidents' Trophy (Best regular-season record)                              | Boston Bruins                                                           | St. Louis Blues                                                               |
| Prince of Wales Trophy (Eastern Conference playoff champion)                 | Tampa Bay Lightning                                                     | New York Islanders                                                            |
| Clarence S. Campbell Bowl (Western Conference playoff champion)              | Dallas Stars                                                            | Vegas Golden Knights                                                          |
| Art Ross Trophy (Player with most points)                                    | Leon Draisaitl (Edmonton Oilers)                                        | Connor McDavid (Edmonton Oilers)                                              |
| Bill Masterton Memorial Trophy (Perseverance, Sportsmanship, and Dedication) | Bobby Ryan (Ottawa Senators)                                            | Stephen Johns (Dallas Stars) Oskar Lindblom (Philadelphia Flyers)             |
| Calder Memorial Trophy (Best first-year player)                              | Cale Makar (Colorado Avalanche)                                         | Quinn Hughes (Vancouver Canucks) Dominik Kubalik (Chicago Blackhawks)         |
| Conn Smythe Trophy (Most valuable player, playoffs)                          | Victor Hedman (Tampa Bay Lightning)                                     | N/A                                                                           |
| Frank J. Selke Trophy (Defensive forward)                                    | Sean Couturier (Philadelphia Flyers)                                    | Patrice Bergeron (Boston Bruins) Ryan O'Reilly (St. Louis Blues)              |
| Hart Memorial Trophy (Most valuable player, regular season)                  | Leon Draisaitl (Edmonton Oilers)                                        | Nathan MacKinnon (Colorado Avalanche) Artemij Panarin (New York Rangers)      |
| Jack Adams Award (Best coach)                                                | Bruce Cassidy (Boston Bruins)                                           | John Tortorella (Columbus Blue Jackets) Alain Vigneault (Philadelphia Flyers) |
| James Norris Memorial Trophy (Best defenceman)                               | Roman Josi (Nashville Predators)                                        | John Carlson (Washington Capitals) Victor Hedman (Tampa Bay Lightning)        |
| King Clancy Memorial Trophy (Leadership and humanitarian contribution)       | Matt Dumba (Minnesota Wild)                                             | Henrik Lundqvist (New York Rangers) P.K. Subban (New Jersey Devils)           |
| Lady Byng Memorial Trophy (Sportsmanship and excellence)                     | Nathan MacKinnon (Colorado Avalanche)                                   | Auston Matthews (Toronto Maple Leafs) Ryan O'Reilly (St. Louis Blues)         |
| Ted Lindsay Award (Outstanding player)                                       | Leon Draisaitl (Edmonton Oilers)                                        | Nathan MacKinnon (Colorado Avalanche) Artemij Panarin (New York Rangers)      |
| Mark Messier Leadership Award (Leadership and community activities)          | Mark Giordano (Calgary Flames)                                          |                                                                               |
| Maurice "Rocket" Richard Trophy (Top goal-scorer)                            | Aleksandr Ovetjkin (Washington Capitals) David Pastrnak (Boston Bruins) | Auston Matthews (Toronto Maple Leafs)                                         |
| Jim Gregory General Manager of the Year Award (Top general manager)          | Lou Lamoriello (New York Islanders)                                     | Julien BriseBois (Tampa Bay Lightning) Jim Nill (Dallas Stars)                |
| Vézina Trophy (Best goaltender)                                              | Connor Hellebuyck (Winnipeg Jets)                                       | Tuukka Rask (Boston Bruins) Andrei Vasilevskiy (Tampa Bay Lightning)          |
| William M. Jennings Trophy (Goaltender(s) of team with fewest goals against) | Tuukka Rask och Jaroslav Halak (Boston Bruins)                          | Ben Bishop och Anton Chudobin (Dallas Stars)                                  |
| Lester Patrick Trophy (Service to ice hockey in U.S.)                        |                                                                         | N/A                                                                           |

### All-Star teams
| Position | First Team                        | Second Team                          | Position | All-Rookie                              |
| -------- | --------------------------------- | ------------------------------------ | -------- | --------------------------------------- |
| M        | Connor Hellebuyck, Winnipeg Jets  | Tuukka Rask, Boston Bruins           | M        | Elvis Merzlikins, Columbus Blue Jackets |
| B        | John Carlson, Washington Capitals | Victor Hedman, Tampa Bay Lightning   | B        | Quinn Hughes, Vancouver Canucks         |
| B        | Roman Josi, Nashville Predators   | Alex Pietrangelo, St. Louis Blues    | B        | Cale Makar, Colorado Avalanche          |
| C        | Leon Draisaitl, Edmonton Oilers   | Nathan MacKinnon, Colorado Avalanche | F        | Dominik Kubalik, Chicago Blackhawks     |
| RW       | David Pastrnak, Boston Bruins     | Nikita Kutjerov, Tampa Bay Lightning | F        | Victor Olofsson, Buffalo Sabres         |
| LW       | Artemij Panarin, New York Rangers | Brad Marchand, Boston Bruins         | F        | Nick Suzuki, Montreal Canadiens         |